# Izba Reprezentantów Oklahomy
Izba Reprezentantów Oklahomy (Oklahoma House of Representatives) – izba niższa parlamentu stanowego amerykańskiego stanu Oklahoma. Składa się ze 101 członków wybieranych na dwuletnią kadencję w jednomandatowych okręgach wyborczych, z zastosowaniem ordynacji większościowej. 
Do Izby może kandydować obywatel USA, najpóźniej w dniu wyborów kończący 21 lat i zamieszkujący na terenie okręgu wyborczego, z którego kandyduje. Deputowany nie może przenieść swojego miejsca zamieszkania poza granice swego okręgu przez cały okres trwania kadencji, pod rygorem utraty mandatu. Dodatkowo w Oklahomie obowiązuje zasada, iż łączny czas zasiadania w parlamencie stanowym nie może przekroczyć 12 lat w ciągu całego życia polityka - wlicza się w to wszystkie jego dotychczasowe kadencje, w obu izbach.

## Kierownictwo
stan na 12 listopada 2010
- Spiker: Chris Benge (R)
- Spiker pro tempore: Kris Steele (R)
- Lider większości: Tad Jones (R)
- Lider mniejszości: Danny Morgan (D)